# Heitkamp Bauholding

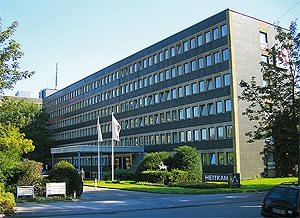
Unternehmenssitz der Heitkamp BauHolding GmbH in Herne

Heitkamp Bauholding GmbH aus dem westfälischen Herne stand an der Spitze eines deutschen Baukonzerns, der in den Bereichen Ingenieur- und Kraftwerksbau und Infrastrukturbau tätig war. Mit seiner Insolvenz im November 2011 zerfiel der Konzern; die ehemalige Konzerngesellschaft Heitkamp Ingenieur- und Kraftwerksbau mit Sitz in Essen besteht als Tochter des türkischen Rönesans Konzerns fort.

## Geschichte
Seinen Ursprung hat das Unternehmen Heitkamp in der 1892 durch Engelbert Scharpwinkel gen. Heitkamp in (Herne-)Wanne gegründeten Tiefbauunternehmung E. Heitkamp. Zum Ende des 19. Jahrhunderts wurden anfänglich für die Bauern der Nachbarschaft Kanäle und Straßen gebaut. 1902 übernahm der Sohn des Gründers, Heinrich Heitkamp, die Leitung des noch jungen Bauunternehmens und baute das Betätigungsfeld aus – u. a. mit der Ausführung von Bauarbeiten unter und über Tage für den das Ruhrgebiet prägenden Steinkohlen-Bergbau. In den folgenden Jahrzehnten wurden die Bauaktivitäten über die Region hinaus erweitert. In diese Zeit fielen z. B. der Neubau des Bahnhofs Herne, der Bau der Chemischen Werke Hüls in Marl, Erd-, Kanal- und Regulierungsarbeiten für die Emschergenossenschaft und den Lippeverband, der Bau von Autobahnen sowie zahlreiche Abteuf-Arbeiten für Zeche Shamrock, Zeche Unser Fritz u. a.

### 1946 bis 1963
Nach dem Zweiten Weltkrieg erfolgte 1946 die Umfirmierung des inzwischen als E. Heitkamp Tiefbaugeschäft bezeichneten Unternehmens in Bauunternehmung E. Heitkamp GmbH. Gesellschafter waren neben Heinrich Heitkamp sen. seine Söhne Heinrich jun. und Robert. Nach umfangreichen Arbeiten bei der Enttrümmerung in der Region wurde die Geschäftstätigkeit des Unternehmens auf weitere Bereiche ausgeweitet. Hochbauten für Behörden und die Deutsche Bundesbahn wurden erstellt, und Anfang der 1950er Jahre erfolgte der Einstieg als Bergbau-Spezial-Unternehmen mit Gleisbauarbeiten unter Tage. 1957 stieg Heitkamp außerdem mit einem Auftrag für das Kraftwerk Westerholt der Hibernia AG in den Kraftwerksbau ein. Für den Damm- und Straßenbau wurden erstmals Bergehalden als Baustoff-Ressource genutzt.
Heitkamp war am Gesamtausbau des Ruhrschnellwegs zwischen Essen und Dortmund ebenso beteiligt wie am Neubau der Bundesbahnstrecke von Gelsenkirchen nach Haltern am See.
Es folgten Beteiligungen am Neubau des Stahlwerks 2 der Henrichshütte in Hattingen und beim Bau des Kraftwerks Brassert in Marl und des Kraftwerks Springorum in Bochum-Weitmar. Für die durch Heitkamp entwickelte Gleisstopfmaschine für den Gleisbau unter Tage wurde am 28. Mai 1958 ein entsprechendes Patent erteilt. 1960 stieg Heitkamp mit dem Bau des Erbscheidt-Tunnels im Zuge der Errichtung der Biggetalsperre in den Bereich Tunnelbau ein. Hinzu kamen Aufträge für den Bau des Bundesministeriums für Verteidigung auf der Hardthöhe in Bonn. Zu diesem Zeitpunkt beschäftigte Heitkamp rund 4.000 Mitarbeiter.

### 1964 bis 1980
1964 übernahm Robert Heitkamp die alleinige Unternehmensführung und baute in den kommenden Jahrzehnten das im Familienbesitz befindliche Unternehmen zu einem der zehn größten Bauunternehmen Deutschlands aus. Im selben Jahr erstellte Heitkamp den ersten Naturzugkühlturm am Kraftwerk Ibbenbüren. Diesem folgten bis heute deutschlandweit 53 und weltweit weitere 38 Kühltürme (u. a. in Australien, Amerika, Afrika, Griechenland, Spanien, den Niederlanden usw.). Im Jahre 1995 errichtete Heitkamp im Zuge des bisher in der Geschichte des Unternehmens größten Einzelauftrags beim Neubau des Kraftwerks Lippendorf zwei Naturzugkühltürme und 1998 den mit einer Höhe von 200 m höchsten Naturzugkühlturm der Welt für das Kraftwerk Niederaußem.

### 1970 bis 1981
In den Jahren 1970 bis 1981 war Heitkamp national und international an verschiedenen Bauvorhaben u. a. im Bereich Kraftwerks- und Kernkraftwerksbau, Verkehrsbau, Ingenieurbau, Hochbau, Wasserbau und Bergbau beteiligt.
Heitkamp war u. a. am Bau der Kernkraftwerke Brunsbüttel, Philippsburg I und II und Brokdorf beteiligt wie auch international an Kernkraftwerken in Österreich (Kernkraftwerk Tullnerfeld / Zwentendorf) und der Schweiz (Kernkraftwerk Gösgen-Däniken). Als Konsequenz aus den Erfahrungen im Kernkraftwerksbau wurde Heitkamp zusammen mit den Unternehmen Hochtief und Dyckerhoff & Widmann mit dem Bau der Wiederaufbereitungsanlage Wackersdorf beauftragt, deren Bau 1989 aus politischen Gründen gestoppt wurde.
Maßgebliche Beteiligungen am Bau bzw. Ausbau der U-Bahn-Systeme in Berlin, Hannover, Bielefeld, Dortmund, Stuttgart und München wie auch wesentliche Arbeiten am Bau der Bundesautobahn 42 (Emscherschnellweg) und Bundesautobahn 45 (Sauerlandlinie) waren die nationalen Infrastrukturprojekte. International erfolgten Straßenbaumaßnahmen im Jemen (Sana’s – Taiz und Taiz zum Roten Meer), Beteiligung am U-Bahn Bau in Wien wie auch die Technische Federführung beim Bau des ersten Ärmelkanaltunnels Dover – Calais, der später aus politischen Gründen unterbrochen wurde.
Nationale Wasserbauprojekte waren in dieser Zeit u. a. die Beteiligungen am Bau des Staudammes Obernau und an der Verlegung des Ruhr-Laufs bei Neheim, international erfolgte der Bau eines Entwässerungsprojekts in Hofuf in Saudi-Arabien und der Bau eines Wasserstollens in Venezuela.
Der Ingenieur- und der Hochbau, besonders Leistungen im Bereich des Schlüsselfertigbaus, wurden ausgebaut. Brückenbauwerke (z. B. die dreifeldrige Straßenbrücke „Zum Fürstenmoor“ in Hamburg-Harburg, die Emscherbrücke in Deusen, die Brücke Annener Berg bei Annen) wie auch die Beteiligungen am Bau der Tiefgarage am Kölner Dom und der meisten Tunnelprojekte im Zuge der Bundesbahn-Hochgeschwindigkeitsstrecke Kassel-Würzburg spiegeln die ingenieurbautechnischen Beteiligungen wider. Ebenso wirkte Heitkamp beim Bau des Münchener Olympia-Geländes mit.
In diese Zeit fallen auch der Neubau des Technischen Rathauses in Frankfurt am Main, der Bau des Gelsenkirchener Parkstadions, Neubauten für die Technische Universität Berlin, Aufträge beim Ausbau der Flughäfen in Frankfurt am Main und Hannover-Langenhagen, der Neubau des Niedersächsischen Landtags in Hannover, Hotelneubauten (Penta-Hotel und Steigenberger Hotel in Berlin) und der Neubau der Krankenhäuser der Bundesknappschaft in Recklinghausen und Bochum sowie des Großklinikums Münster.
Im Bereich des Bergbaus war Heitkamp am Bau des Stahlbeton-Förderturms über Schacht 3 der Zeche Consolidation in Gelsenkirchen und am Bau der neuen Ruhrkohle-Schachtanlage „An der Haard“ im Kreis Recklinghausen beteiligt. Begonnen wurde in dieser Zeit auch mit der Abfuhr, Vermarktung oder Aufhaldung von Bergematerial der Ruhrgebiets-Zechen.
Der Unternehmensbereich Eisenbahnbau wickelte u. a. einen Gleisauftrag der Elmshorn-Barmstedt-Oldesloer Eisenbahn AG ab und international erfolgte die Beteiligung an der Erneuerung der Bahnlinie Riad-Dammam in Saudi-Arabien.
Erster Vorsitzender des 1975 neu eingerichteten Beirats des Unternehmens wurde Alfred Herrhausen.

### 1981 bis 1999
1981 beschäftigte das Unternehmen ca. 8.500 Mitarbeiter und erwirtschaftete einen Umsatz von ca. 1,1 Mrd. DM. In diesem Jahr zog sich Robert Heitkamp aus dem operativen Geschäft zurück und übergab den Vorsitz der Geschäftsführung an seinen Sohn Engelbert Heitkamp.
Bis zur Wiedervereinigung Deutschlands 1990 erweiterte Heitkamp das Betätigungsfeld um die Bereiche Sanierung, Modernisierung und Umgestaltung von Bauwerken. Eines der ersten Modernisierungsprojekte waren die beiden Rathaustürme in Marl.
Zu den bereits bestehenden Aktivitäten kam ein weiteres Standbein hinzu: Die Gründung der Tochtergesellschaft Heitkamp Umwelttechnik GmbH im Jahr 1985.
Durch die breite Einführung des Mobilfunks wurden durch Heitkamp Stationen für das C-Netz der Deutschen Bundespost und später auch für das private D-Netz erstellt.
Heitkamp beteiligte sich an der Ausführung des Euro-Tunnels zwischen Calais und Dover und national an U-Bahn und S-Bahn-Projekten, z. B. in Dortmund. Für die Deutsche Bahn wurden im Bereich der Neubaustrecke Köln – Rhein/Main mehrere Ingenieurbauwerke ausgeführt.
Baumaßnahmen in diesen Jahren waren u. a.:
- Beschichtung der Kühlturmaußenschale am Naturzugkühlturm des Heizkraftwerks Völklingen
- Naturzugkühlturm für das Kernkraftwerk Isar 2 bei Landshut
- Eisenbahntunnel Hoheward an der Halde Hoheward in Herten
- ICE-Außenreinigungsanlage der Deutschen Bundesbahn in Hamburg-Eidelstedt
- U-Bahn-Bauten u. a. in Frankfurt am Main, Nürnberg, Duisburg und Berlin
- Beteiligungen am Bau der BAB 560, Umgehung Hennef und BAB 57 von Goch bis zur Niederländischen Staatsgrenze
- Beteiligung am Bau des Brennelement-Zwischenlagers in Ahaus
- Appartement-Hotel, Verwaltungsgebäude, Ärztehaus mit Supermarkt am Ungererpark in München
- Neubau der Hauptverwaltung der Veba Öl AG in Gelsenkirchen-Scholven
- Beteiligung am Neubau der Daimler-Benz-Hauptverwaltung in Stuttgart-Möhringen

Nach der deutschen Wiedervereinigung im Jahr 1990 war Heitkamp an Baumaßnahmen im Bereich der fünf neuen Bundesländer beteiligt und verfügte über Niederlassungen in Chemnitz, Dresden, Erfurt, Magdeburg, Potsdam, Halle (Saale) und Rostock.
Exemplarisch zu nennen sind u. a. der Wiederaufbau der Neuen Synagoge an der Oranienburger Straße in Berlin, die Beschichtung des Naturzugkühlturms in Rostock, Beteiligung an der Bebauung Markt Nordseite in Weimar, Rekonstruktionen im Holländischen Viertel in Potsdam, Beteiligung am Bau des Siemens-Microelectronics-Center in Dresden, die Beteiligung an der Tieferlegung des Rheinufertunnels in Düsseldorf und der Ausbau der BAB 2 im Bereich von Bottrop.
Im Bereich der Bergbauaktivitäten sind u. a. die koksseitige Entstaubungsanlage der Kokerei Zollverein in Essen-Katernberg zu nennen wie auch verschiedene Rekonstruktionen im Bereich des Bergbaus im Erzgebirge.
1999 fusionierte Heitkamp mit der Deilmann-Haniel GmbH. Die Bauaktivitäten beider Unternehmen werden als E. Heitkamp GmbH und die Bergbauaktivitäten als Deilmann-Haniel GmbH zusammengefasst. Ebenso wurden die Tiefbau-Aktivitäten der Bauunternehmung E. Heitkamp GmbH in der rechtlich selbstständigen Tochtergesellschaft Heitkamp Erd- und Straßenbau GmbH zusammengeführt.

### 2000 bis 2010
2001 wurde die ehemalige Hauptniederlassung Eisenbahnbau in die eigenständige Tochtergesellschaft Heitkamp Rail GmbH überführt.
Beispielhaft zu nennen sind die nachfolgenden Bauvorhaben, die durch oder mit Heitkamp erstellt wurden:
- sog. „Bügelbauten“ des Berliner Hauptbahnhofs
- Gläserne Manufaktur der Volkswagen AG in Dresden
- Zollernhof in Berlin mit dem ZDF-Hauptstadtstudio
- Neubau des Gebäudes der Nationalbank in Riga, Lettland
- Bau der Schleuse Hohenwarthe
- Modernisierung des ehemaligen Mannesmann-Hochhauses in Düsseldorf
- Neubau und Modernisierung des Komplexes „Marstallplatz München“ an der Maximilianstraße in München
- Bau der Neubaustrecke Köln – Rhein/Main der Deutschen Bahn
- Bau eines Universitätsgebäudes mit Bibliothek für die Universität Malmö in Malmö, Schweden

2005 wurden die ingenieurbautechnischen Abteilungen der Bauunternehmung E. Heitkamp GmbH in der Tochtergesellschaft Heitkamp Ingenieur- und Kraftwerksbau GmbH zusammengefasst.
Nach massiven Auftragsrückgängen im Bergbaubereich und aufgrund der sich verschärfenden Wettbewerbssituation in der deutschen Bauindustrie beschloss die Heitkamp-Deilmann-Haniel GmbH Ende 2005 einschneidende Restrukturierungsmaßnahmen. Im Zuge dieser Restrukturierungsmaßnahmen erwarben u. a. die Aton GmbH die internationale und Teile der nationalen Bergbauspezialsparte, die heutige Deilmann-Haniel International Mining and Tunneling GmbH, und der niederländische Konzern Heijmans die Heitkamp Rail GmbH. Zudem wurde die Hauptniederlassung Schlüsselfertigbau in Ratingen mit den Niederlassungen in Düsseldorf, Dortmund, Hamburg, München und Stuttgart geschlossen. 2008 firmierte die Heitkamp-Deilmann-Haniel GmbH in die heutige Heitkamp BauHolding um.
Die Heitkamp Bauholding vereinte fortan die vier Geschäftsfelder:
- Ingenieur- und Kraftwerksbau (Heitkamp Ingenieur- und Kraftwerksbau GmbH)
- Infrastrukturbau (Heitkamp Umwelttechnik GmbH, Heitkamp Erd- und Straßenbau GmbH)
- Universalbau (domoplan GmbH, Heitkamp ProjektPartner GmbH)
- Spezialbau (BuM Beton- und Monierbau GmbH, Bergsicherung Schneeberg GmbH, Bergsicherung Ilfeld GmbH)

Im Februar 2009 übernahm Jürgen Thumann, ein Urenkel des Unternehmensgründers, mehrheitlich die Anteile der Heitkamp-Gruppe und stand zuletzt dem Aufsichtsrat des Unternehmens vor.

### Insolvenz und Abwicklung
Für das Unternehmen Heitkamp BauHolding wurde am 23. November 2011 eine vorläufige Insolvenzverwaltung angeordnet. Einzelne nicht insolvente Töchter wurden im Laufe des Frühjahrs 2012 veräußert und führen den Namen Heitkamp teilweise weiter; der Heitkamp-Konzern besteht seither nicht mehr. Im März 2012 wurden die sieben nicht-insolventen Tochtergesellschaften veräußert:
- Infrastrukturbau
  - Heitkamp Erd- und Straßenbau zur Dobau Holding GmbH
  - Heitkamp Umwelttechnik (circa 300 Mitarbeiter) ebenfalls zur Dobau Holding GmbH

Die Dobau Holding gehört zur Dortmunder Unternehmensgruppe Stricker.
- Ingenieur- und Kraftwerksbau
  - Heitkamp Ingenieur- und Kraftwerksbau (ca. 200 Mitarbeiter) zur Zech Group mit Sitz in Bremen; 2014 übernahm die Renaissance Construction die Heitkamp Ingenieur- und Kraftwerksbau mehrheitlich, 2015 erfolgte die 100%ige Übernahme durch die Renaissance Construction.
- Universalbau
  - Domoplan (ca. 80 Mitarbeiter) zur Echterhoff Bau Gruppe aus Westerkappeln im Tecklenburger Land
- Spezialbau
  - Bergsicherung Ilfeld (Thüringen) zur Feldhaus-Gruppe in Schmallenberg
  - Bergsicherung Schneeberg(Sachsen) ebenfalls zur Feldhaus-Gruppe
  - Beton- und Monierbau in Herne (circa 250 Beschäftigte) ebenfalls zur Feldhaus-Gruppe